# 盟約のリヴァイアサン
『盟約のリヴァイアサン』（めいやくのリヴァイアサン、The Leviathan of the Covenant）は、丈月城による日本のライトノベル。イラストは仁村有志が担当。MF文庫J（メディアファクトリー→KADOKAWA）より2012年から2016年まで全8巻が刊行された。メディアミックスとして、『月刊コミックアライブ』（メディアファクトリー→KADOKAWA）2013年12月号から2015年3月号まで舘津テト（作画）・ばう（構成協力）によるコミカライズが連載され、ドラマCD化もされた。

## あらすじ
人類がドラゴンの脅威にさらされている現代。春賀晴臣は世界を巡りながらリヴァイアサンと魔女の契約に関する仕事をこなしていた。ある日、幼なじみの魔女アーシャに頼まれた晴臣は3年ぶりに帰国することになる。そこで新たな魔女を契約するための依頼を請けるが、儀式の場においてドラゴン上位種の襲撃に遭う。

## 登場人物
声はドラマCDの声優より。

### 主要人物
春賀 晴臣（はるが はるおみ）
声 - 斎賀みつき
本作の主人公。弓の秘文字の継承者で、研究機関S.A.U.R.U.に所属している15歳。魔導の杖は銃型盟約儀式のプロデュースを生業とする。僭主となり能力を使うほどドラゴン化していき五巻で右腕全体がドラゴンのような特殊な体になってしまってることが判明。6巻では更に人としての記憶も忘れていくが迦具土いわく性的興奮で人間として留まる可能性があることを羽純に説明し織姫、ルナ共に情報を共有しアプローチをかけ抑えようとするが7巻のガラド戦にて完全なドラゴンになってしまう。だが人としての記憶は無くなっても、むっつりすけべの名残でほぼ全裸になった織姫の力により人に戻る事ができた。
ルルク・ソウンの秘文字を使うことが出来、6巻では魔力の強さは第5階梯（特級認定）をしのぐほどの強さを発揮している。
むっつりすけべを自認していて、のぞきなど卑劣な行為はしないがあくまで偶然に見えてしまったらいいなと言い訳を考え、野営での織姫の入浴の火の番や温泉でトラブルがあれば駆けつけられるように女湯の近くで仕事をするなどしていて、その行動っぷりは迦具土すら呆れるほどである。
アナスタシア・ルバシヴィリ
声 - 丹下桜
本作のヒロインの一人。あとがきでは作者にメインヒロイン（仮）と呼ばれている。グルジア出身で晴臣の幼なじみであり、通称アーシャ。欧州屈指の実力を持つ特級認定（マスタークラス）魔女であり、撃墜王の称号も持つ。
大食いで常にお腹を空かせている。晴臣のことが好きだが、女子力が壊滅的で上手く行動に移せずにいる。晴臣達のいる学校に転入するも、調理実習で飼育小屋の兎を材料にしようとしたり軍隊にいた経験など野性的な行動が出てしまい、影で｢戦場帰りのフルメタ傭兵女｣などと呼ばれたりしている。
しかし、他のヒロインと比べあまりにも晴臣に女として扱われないこととルナの晴臣に対する攻勢に危機感を覚え、母に昔教わった獲物を狩る心得を恋愛的に解釈し自己暗示してからは晴臣に女として意識させることに成功しているが、それが仇とありパヴェル・ガラドとの再戦で危機に陥ってしまう。
7巻で秘文字を操る力を得て僭主となる。
あとがきや特典小冊子などでは、いじられキャラとして登場するのが多い。
MF文庫J夏のヒロインコンテスト2014で4位。6巻の番外編で4位祝勝会が書かれているが晴臣やルナは4位は微妙だと心の中でつぶやいている。
十條地 織姫（じゅうじょうじ おりひめ）
声 - 斉藤佑圭
本作のヒロインの1人。晴臣のクラスメイト。15歳。第3階梯魔女（7巻にて4階梯に上がる）。
気さくな性格で、学校ではアイドル的な存在で｢姫」と言われ、晴臣と付き合ってるというような噂が流れると学内新聞で記事になるほど有名である。しっかり者のようだが、うっかりミスやおっちょこちょいなとこがあり、晴臣に裸を見られたり（晴臣曰く推定Fカップ）校内で晴臣の家に泊まりに行く事が周囲にばれたりしてしまう。
中学卒業までしていた剣道で全国優勝した実力を持ち祖父から柔術を習った経緯があり、小学生の頃は男の子と喧嘩をしても勝つほど強かった。羽純曰く、近所で『どんな男の子よりも強い女の子』として有名で、隣の区から腕に覚えのある男の子が挑戦に来るほどだったらしく、『深川の小天狗』（命名：本人）と呼ばれていた。
特撮ヒーローモノが好きだったことがあり、晴臣との会話でもそのような表現があったり、子供の頃に『正義のヒーロー資料集』を自作するほどだった。
当初から晴臣といることが多く、彼に対して自覚なしの恋心が芽生え始め羽純が彼と一緒にいることなどで無意識に嫉妬したりしたが、アーシャが晴臣のことを好きだと見抜いており一歩引いていた、しかし後にルナが堂々と晴臣の事を好きだと公言してキスするところをみてしまい、アメリカの魔女達にちやほやされる彼を見てわかりやすいほどの動揺を見せる。5巻にて自分が晴臣を好きなことを認めて告白する。以降積極的になり、キスや胸を触らせたり（晴臣のドラゴン化を遅らせるという名目もあるが）と大胆な行動をするようになる。浴場で裸で晴臣に膝枕したり、7巻で全裸で晴臣に抱きつく羽純やルナに対して残ったショーツを脱ぎ全裸になろうとしたりと大胆すぎる行動を取る時もあるが、後で落ち着くと恥ずかしがったりしている。
MF文庫J夏のヒロインコンテスト2014で6位。
白坂 羽純（しらさか はずみ）
声 - 矢作紗友里
東京新都を守護する魔女（開始当初は第2階梯だったが、6巻にて第3階梯にあがる）。 織姫の従姉妹。14歳。天使のような少女。体が弱いが好奇心旺盛（晴臣から色々な知識を聞かされ、それをノートに取るほどである｡その量が異常であるため、晴臣は織姫にもう少し教えるのを遠慮して欲しいとお願いされるほど）。晴臣にとっては唯一の後輩で彼を｢先輩｣と呼び、助手のような事を積極的に引き受ける。織姫とは逆に、トレジャーハンターや怪盗などの方が好き。晴臣の事は先輩としてしか見てなく織姫との仲を応援する様をとっていたが、6巻にて嫉妬という感情を自覚し自分が彼の事を好きだったと自覚する。織姫の従姉妹だけあり、彼女も晴臣のドラゴン化を抑えるために大胆な行動をとることもある。
ルナ・フランソワ・グレゴリー
声 - 新名彩乃
環太平洋の撃墜王。16歳。アメリカ人。特級認定（マスタークラス）魔女。来日した際《S.A.U.R.U》｢関東支局・支局長代理」と晴臣達の通う学園の｢非常勤理事」の地位を得る。発想や考えが晴臣と似たもの同士で気が合う。晴臣と盟約を結ぶための方法を迦具土から聞き彼を色仕掛けで落とすと晴臣に断言するが、彼女が本気でないのと、営業トークだと見抜いていたため盟約は結べなかったが、伊豆に秘文字探しに行った旅でドラゴンと戦う中、本心で心を割って話し合えるようになり盟約を結ぶ。アーシャ曰く羽純とは逆の性格で悪魔のようだと語る。お嬢様な性格だが、アーシャをからかったりなど旅行中温泉でドラゴンに襲われたさいに晴臣に裸を見られたり《射陽の神弓》を使う時に胸を揉まれて泣き出したりと普通の女の子らしい一面を持つ。4巻で晴臣が好きになって以来アメリカ人らしいきわどいアプローチをかけてくるが、晴臣のドラゴン化を抑える際の行動に関しては性行為は最終手段であると判断し別の方法でアプローチを仕掛けている。

### ドラゴン

#### 竜王
火之迦具土（ひのかぐつち）
声 - 広橋涼
緋色の和服を着た少女。元ドラゴンの女王。ソスとの戦いの中で晴臣に屠竜の力を与える。女性をはべらすのが好き。晴臣の携帯を使いソーシャルゲームをやり課金もするほどである。
雪風（ゆきかぜ）
白き竜王。矢の秘文字の所持者。普段は幼い少女の外見の元人間のドラゴン。全力を出さないとドラゴンの姿に戻れないため竜王としては半人前である｡敵側のヒロインとして最初から構想していたキャラだと作者は語っている。
紅きハンニバル
雑種の竜族の王。ハンニバルという名も人間が名乗ったものであるが、本人はこの名が気に入っている。

#### 上位種
ラーク・アル・ソス
青銅色の竜。織姫のリヴァイアサンの儀式の際、副葬品を奪うために襲来。迦具土から力を与えられた晴臣の攻撃により負傷。撤退し羽純をさらい水無月から力を吸収し、擬似竜弑しの力を得るが、晴臣と盟約を交わし竜弑しの力を得たルサールカに敗れさる。
パヴェル・ガラド
純血の白銀の竜。剣の秘文字を所持。東京を得ようとし晴臣達と対決、初戦ではルサールカと悪路王をたやすく退ける強さを持っていた。再戦で魔導の杖の力を得た晴臣と杖からもたらされた必滅之法《射陽の神弓》により撃退されるも一命を取り留めるも雪風とラ・エグゾズに命を狙われ、玄武王を倒すため晴臣達とわずかではあるが共闘する。玄武王の血でわずかばかり回復し、以降潜伏し｢東京新都環状線｣に乗り東京を周るのが潜伏中の密かな愉しみとなっている。晴臣をライバル視し再戦のために人間の流儀を学び、策をめぐらし晴臣や魔女達を追い詰めるが、最後はアーシャの灰色卿から得た竜弑しの力とルサールカのブレスにより絶命する
玄武王
雪風の眷属。
ラ・エグゾス
白骨化した竜。パヴェル・ガラドを殺すため魔術で東京を隔離するなど魔術に長けた強い竜であったが、新生し女王の力を得たルサールカの敵ではなくあっけなく倒される。

### その他
ソフォクレス
竜王のゲーム「王への道」の調整者。
柊 友加里（ひいらぎ ゆかり）
S.A.U.R.U.の術務顧問。
見城 玄也（けんじょう げんや）
S.A.U.R.U.のスタッフ
武藤 夏美
晴臣と織姫のクラスメイト。UFO研に所属｡東京占領事件の際にアーシャや織姫が｢リヴァイアサン」を操るのを目撃、晴臣達からドラゴンやリヴァイアサン等の機密情報を教えてもらい晴臣の立てるS.A.U.R.U.からの独立計画に携わる事になる。
船木 京香
晴臣と織姫のクラスメイト。東京占領事件の際にアーシャや織姫が｢リヴァイアサン」を操るのを目撃、晴臣達からドラゴンやリヴァイアサン等の機密情報を教えてもらい晴臣の立てるS.A.U.R.U.からの独立計画に携わる事になる。ドラゴンには詳しくないが噂好きで情報収集力は高い。

## リヴァイアサン
蒼きルサールカ
アーシャのリヴァイアサン。ワイバーン型。水と月の二重属性。物語はじめは長年の激闘でもう長くないと言われていたが3巻の雪風戦にて新生の儀式を行い完全復活を果たす
悪路王
織姫のリヴァイアサン。九尾の狐狼。火属性。7巻にて太陽の属性を覚醒させ二重属性となる。
水無月
羽純のリヴァイアサン。竜蛇型。風属性。6巻で女神の力に覚醒　回復能力や竜弑しの力を封じたりできるようになる
南の善き魔女グリンダ
ルナのリヴァイアサン。ライオン型。幻影と重力の二重属性。

## 用語
魔女（マギ）
リヴァイアサンと呼ばれる存在を操る女性。能力により第1から5までの階梯があり、4階梯以上を特級認定（マスタークラス）と呼ばれる｡
アーシャとルナは、世界に8人しかいない第5階梯に位置する｡晴臣曰く特級認定の魔女達は性格に難アリで、いい感じに壊れているという。判明してるので食人嗜好研究の世界的権威、貴族令嬢の錬金術師で貴腐人、一日5時間のバスタイムが必要な綺麗好き、何があろうとも家から一歩も出ない安楽椅子の魔女などである。

## 既刊一覧

### 小説
- 丈月城（著）・仁村有志（イラスト）、メディアファクトリー→KADOKAWA〈MF文庫J〉、全8巻
  - 『盟約のリヴァイアサン』、2012年11月22日発売[2]、ISBN 978-4-8401-4879-5
  - 『盟約のリヴァイアサンII』、2013年3月25日発売[3]、ISBN 978-4-8401-5135-1
  - 『盟約のリヴァイアサンIII』、2013年7月25日発売[4]、ISBN 978-4-8401-5254-9
  - 『盟約のリヴァイアサンIV』、2014年1月24日発売[5]、ISBN 978-4-04-066215-2
  - 『盟約のリヴァイアサンV』、2014年6月24日発売[6]、ISBN 978-4-04-066784-3
  - 『盟約のリヴァイアサンVI』、2015年1月23日発売[7]、ISBN 978-4-04-067346-2
  - 『盟約のリヴァイアサンVII』、2015年11月25日発売[8]、ISBN 978-4-04-067941-9
  - 『盟約のリヴァイアサンVIII』、2016年12月23日発売[9]、ISBN 978-4-04-068420-8

### 漫画
- 舘津テト（作画）・丈月城（著）・仁村有志（キャラクター原案）・ばう（構成協力）、メディアファクトリー→KADOKAWA〈MFコミックス アライブ〉、全3巻
  - 『盟約のリヴァイアサン 1』 2014年2月22日発売[10] ISBN 978-4-04-066278-7
  - 『盟約のリヴァイアサン 2』 2014年7月23日発売[11] ISBN 978-4-04-066816-1
  - 『盟約のリヴァイアサン 3』 2015年3月23日発売[12] ISBN 978-4-04-067257-1

## ドラマCD
HOBiRECORDSよりとらのあな店舗及び通信販売にて販売。
- ドラマCD「魔女たちと春賀晴臣の休日」（2015年11月21日発売、TORA-00137）